# ESP (ゲーム会社)
ESP（イーエスピー）はかつて存在した日本のコンピューターゲーム会社。Entertainment Software Publishing（エンターテインメント・ソフトウェア・パブリッシング）の略。1997年、中堅ゲーム会社の技術交換ネットワーク「GD-NET」を母体にして設立された。

## 概要
設立当時の出資会社は、GD-NET加盟のゲームアーツ、トレジャー、アルファ・システム、クインテット、スティング、ネバーランドカンパニー、CSK総合研究所 (CRI)、ビッツラボラトリー、日本アートメディア、オニオンエッグと、角川書店、メディアワークス、バンダイ、CSKベンチャーキャピタルの計13社。
宮路洋一が社長を務めた。

## 歴史
ESPが設立された背景には2つの事情がある。
「次世代機」と呼ばれたセガサターン、PlayStationの登場以降、画像の精緻化や音楽の質の向上が叫ばれた結果、制作費は高騰していくが、これは中規模の資本しか持たないメーカーには負担となっていた。そこで、ゲーム会社自身は制作に専念させ、共通の資金調達窓口（及び営業・広報セクション）を設けるという構想が、GD-NET加盟各社の間で出されていた。
もう一つはセガサターン陣営側の苦境である。ESPは設立に際し、「サターンをプラットフォームに、オリジナル作品を供給する」という方針を示したが、ここには、スクウェアのPlayStation参入や、エニックス参入の頓挫（『七ツ風の島物語』、『忍ペンまん丸』を出したのみに終わった。）、さらにタイムワーナーインタラクティブの解散に象徴される有力サードパーティーの撤退などにより、窮地に立たされたサターンの立場が色濃く反映されていた。
1997年冬に発表した『グランディア』(開発はゲームアーツ)は、サターンのサードパーティーとしては初の50万セールスを達成。その後も『機動戦士ガンダム ギレンの野望』(バンダイ)、『バロック』（スティング）などの話題作をリリースした。
1998年以降は多数のスクウェアタイトルがPSでリリースされエニックスからも『ドラゴンクエストⅦ エデンの戦士たち』のPSへの提供決定の発表を受けて他社も続々とPSに移行していった結果、セガサターンのソフト市場はその影響を受けて低迷、設立時の｢サターンをプラットフォームに｣という理念も経営上、継続が困難となりESPもPSへのソフト提供を決定、『グランディア』を始めとした上記のタイトルが続々とPSに移植販売される事となった。
さらにドリームキャスト、PlayStation 2にも足場を拡げ、『暴れん坊プリンセス』（PS2・開発：アルファ・システム）、『ロードス島戦記 邪神降臨』（DC・開発：ネバーランドカンパニー）などを発売している。
セガが家庭用ゲーム機から撤退し、またCSKグループもセガの売却に動いたことから、2002年6月にゲームアーツが全株式を買収。自社名義でのゲーム制作も開始した。
2006年8月、ディースリー・パブリッシャーが全株式を買収、子会社化し、2010年4月にディースリー及びディースリー・パブリッシャーと合併した。

## 主な作品
- グランディア
- レイディアントシルバーガン
- 機動戦士ガンダム ギレンの野望
- バロック
- Code R
- 暴れん坊プリンセス
- 仙窟活龍大戦カオスシード
- ロードス島戦記 邪神降臨
- はじめの一歩シリーズ
- 斑鳩
- ガンダムネットワークオペレーション
- 餓狼伝 Breakblow
- 餓狼伝 Breakblow Fist or Twist
- ぎゅわんぶらあ自己中心派 〜イッパツ勝負!〜
- あずみ